# Ankiloglosija
Ankiloglosija (lat. ankyloglossia) je urođena razvojna anomalija u kojoj je jezik prirastao za pod usne duplje celom svojom dužinom, što ograničava vrhu jezika slobodno kretanje.
Termin potiče iz grčkog jezika  od reči   agkilos — zaobljen i glossa — jezik. Može se dijagnostikovati već kod novorođenčeadi u vidu parcijalne ili totalne fuzija jezika sa dnom usne šupljine.

## Istorija
U medicinskoj terminologiji termin ankiloglosija po prvi put se spominje 60-ih godina 20. veka. Wallace je prvi definisao stanje u kojem vrh jezika u protruziji ne prelazi rub donjih inciziva, nazvavši ga „jezik sa kravatom” (engl. tongue tie).

## Epidemiologija
Do 10% novorođenčadi se rađa s ankiloglosijom.

## Etiopatogeneza
Kod ove anomalije jezik je čvrsto povezan sa dnom usne duplje tkivnom jezičnom vezom (lat. frenulum lingua). Kod osoba sa ankiloglosijom jezična veza je preterano kratka i debela, što ograničava pokrete jezika.
Tačan uzrok ankiloglosija nije poznat, ali ako se anomalija javlja nasledno u nekim porodicama, u njenom nastanku najverovatnije geni igraju važnu ulogu.
Iako rezultati naučnih istraživanja upućuju na moguću genetičku etiologiju, dosad nisu otkriveni genetički faktori koji utiču na razvoj ankiloglosije6 
Udručene anomalije
Ankiloglosija može biti samostalna anomalija ili činiti deo nekog sindroma, poput:
- sindroma rascepa nepca vezanog za X-hromozom,
- Kindler-ov sindrom,
- van der Woude.ov sindrom
- Opitz-ov sindrom.[5][6][7]

### Klasifikacija
Prema intenzitetu patoloških promena ankiloglosije se dele na sledeće klase:
Klasifikacija ankiloglosije
| Klase     | Opis                         | Dužina „slobodnog jezika”                  |
| --------- | ---------------------------- | ------------------------------------------ |
| KLASA I   | Blagi stepen ankiloglosije   | 12 – 16 mm                                 |
| KLASA II  | Srednji stepen ankiloglosije | 8 – 11 mm                                  |
| KLASA III | Visoki stepen ankiloglosije  | 3 – 7 mm (indikacija za hiruršku terapiju) |
| KLASA IV  | Potpuna ankiloglosija        | < 3 mm (indikacija za hiruršku terapiju)   |

Kako je važnost slobodne pokretljivosti jezika tokom dojenja jako velika, deca sa zadebljanim frenulumom imaju u 75% slučajeva teškoće s dojenjem.   
Ankiloglosija se klinički manifestuje znacima i simptomima koji zavise od insercije frenuluma na jezik, odnosno za dno usne šupljine. U novorođenčadi ili odojčadi, simptomi angiloglosije su slični onima kod deteta koji ima problema sa dojenjem. Naime dete ne može da sisa majčino mleko jer ne moće da isplazi jezik preko donje usne, a ponekad ni preko donje vilice. Usled nemogućnosti ispružanja jezika, na zadnjem delu tela jezika se stvara grba. Da bi jezik mogao normalno da funkcioniše on mora: „da prelazi preko desni donje vilice pre kontakta s dojkom kako bi dojku zaštitio. Jezik zatim uvlači bradavicu i areolu u usta i stvara svojevrsni „kanal” za podržavanje ovog dela dojke. Vrh jezika se tada diže i pritiska na mlečne kanaliće, iz kojih se mleko peristaltičkim pokretima jezika potiskuje prema bradavici. Zadnji deo jezika se odmiče i stvara negativni pritisak, koji isisava mleko u orofarinks. Ukoliko je protruzija i elevacija jezika ograničena, svrsishodno i bezbolno dojenje je gotovo nemoguće.”

## Klinička slika
U kliničkoj slici dominiraju ovi znaci i simptomi:
- Dete je plačljivo, razdražljivo ili uznemireno, čak i nakon hranjenja (podoja).
- Zbog nemogućnosti pravilnog sisanja beba se brzo umara i nakon 1 ili 2 minuta, odbija dojku ili zaspi na njoj pre nego što je dovoljno jelo.
- Slabo povećanje telesne mase ili gubitak mase
- Umesto da siše, beba može samo žvakati bradavicu. Naime kako bi donekle kompenzovala ovaj problem beba koristi vilicu umesto jezika. Površnim zahvatom ono zapravo grize dojku i koristi usne za njeno izmuzavanje, a to dovodi do skidanja s dojke, škljocanja i lošeg kontakta s dojkom.[9]

Zbog navedenih problema i majka dojilja može imati probleme, koji se manifestuju u vidu bolove u dojci ili grudima i psihičkom napetošću.

## Dijagnoza
Dijagnoza se postavlja nakon detaljnog sagledavanja stanja, pregledom detetovih usta, palpiranjem frenulum i posmatranjem podoja.

## Posledice
Posledice angkiloglosije mogu biti višestruke:
Za majku
Dokazano je da 25% majki dece s ankiloglosijom ima poteškoće sa dojenjem, što vrlo brzo dovodi do prestanka dojenja. Ankiloglosija kod dojilja uzrokuje sledeće probleme:
- otećene i bolne bradavice,
- inhibiran refleks ispuštanja mleka,
- mastitis sa ili bez apscesa,
- smanjeno stvaranje mleka,
- umor, postporođajna depresija,
- rani prekid dojenja.

Za odojče
Ankiloglosija kod odojčeta uzrokuje problema s dojenjem i hranjenjem u 25 do 60% slučajeva. Oni se manifestuju:
- učestalim prekidima u toku podoja,
- frustriranost deteta,
- dehidratacijom i izgladnjivanjem,
- žuticom,
- iscrpljenošću deteta usled učestalog dojenja,
- zastojem u razvoju,
- otežanim refleksom gutanja i povećanom opasnosti od gušenja.

Za starije dete
Kod starijeg deteta posldice ankiloglosije su: 
- otežan govor,
- loša oralna higijena,
- smanjeno samopouzdanje,
- nemogućnost lizanja sladoleda i ljubljenja („francuski poljubac”),
- deformiteti donjih zuba.[11]

## Terapija
Neki lekari i konsultanti za laktaciju preporučuju da se to odmah ispravi - čak i prije nego što novorođenče bude otpušteno iz bolnice. Drugi preferiraju pristup čekanju i praćenju. To obrazlažu činjenicom da se jezični frenulum može vremenom olabaviti priraslice jezika. U nekim slučajevima, konsultacije sa konsultantom za laktaciju mogu pomoći pri dojenju, a logopedska terapija može pomoći u poboljšanju govornih zvukova.
Ankiloglosija se najčešče leči hirurškim odvajanjem jezika, primenom dve metode: frenotomije i frenuloplastke.  

### Frenotomija
Frenotomija je jednostavna hirurška procedura koja se može obaviti sa ili bez anestezije u bolničkoj ambulanti ili ordinaciji. Do četvrtog meseca života deteta nije potreban anestetik.
Doktor pregleda lingvalni frenulum, a zatim sterilnim makazama iseca frenulum. Procedura je brza, i minimalno invazivna jer u jezičnom frenulumu ima malo nervnih završetaka ili krvnih sudova.
Komplikacije nakon frenotomije su retke - ali mogu uključivati krvarenje ili infekciju, ili oštećenje jezika ili pljuvačnih žlijezda. Takođe je moguće formiranje ožiljke ili da se frenulum ponovo pričvrsti za dno jezika.
Dete se odmah po zahvatu intervencije može podojiti.

### Frenuloplastika
Frenuloplastika je opsežnija procedura od frenuloktomije koja se  može preporučiti ako je potrebna dodatna korekcija ili je jezični frenulum predebeo za frenotomiju.
Frenuloplastika se radi u opštoj anesteziji uz pomoć hirurškihinstrumenata. Nakon što se frenulum oslobodi, rana se obično zatvara šavovima koji se sami resorbuju dok jezik zacjeljuje.
Moguće komplikacije frenuloplastike slične su frenotomiji i retke su: krvarenje ili infekcija, ili oštećenje jezika ili pljuvačnih žlijezda. Mogući su i ožiljci  zbog opsežnije prirode zahvata, kao i reakcije na anesteziju.
Nakon frenuloplastike, mogu se preporučiti vežbe za jezik kako bi se poboljšalo kretanje jezika i smanjila mogućnost nastanka ožiljaka.
Rezultati
U velikoj većini slučajeva nakon hirurškog odvajanja jezika u:
- 70% slučajeva trenutno se primećuje znatno poboljšanje,
- 20% slučajeva dolazi do značajnog poboljšanja dolazi u roku od nedelju dana,
- 10% slučajeva poboljšanje se ne primećuje.[13]

## Literatura
- Doherty GM, Way LW, editors (2006). Current Surgical Diagnosis & Treatment (12th изд.). New York: Mcgraw-Hill.
- Lawrence, R. A.; Lawrence, R. M. (2016). „Protocol 11: guidelines for the evaluation and management of neonatal ankyloglossia and its complications in the breastfeeding dyad”.  Ур.: Lawrence RA, Lawrence RM. Breastfeeding: A Guide for the Medical Profession (8th изд.). Philadelphia, PA: Elsevier. стр. 874–878.
- Tinanoff N. Kliegman RM, Stanton BF, St. Geme JW, Schor NF,, ур. (2016). „Common lesions of the oral soft tissues”. Nelson Textbook of Pediatrics. (20th изд.). Philadelphia, PA: Elsevier.

## Spoljašnje veze
- „Dečja hirurgija” (PDF). Архивирано из оригинала (PDF) 09. 05. 2021. г. Приступљено 28. 12. 2017.
- (језик: енглески)

|  | Molimo Vas, obratite pažnju na važno upozorenje u vezi sa temama iz oblasti medicine (zdravlja). |